# Oberschule Falkensee
Die Oberschule Falkensee ist eine als Ganztagsschule konzipierte Oberschule im brandenburgischen Landkreis Havelland. Schulträger ist die Stadt Falkensee, Schulleiterin ist Kerstin Bachmann. Die Schulaufsicht wird vom Staatlichen Schulamt Neuruppin geführt.

## Geschichte
Die Schule wurde im Jahr 1983 als Polytechnische Oberschule „Erich Weinert“ gegründet. Das Unterrichtsgebäude ist ein Typenschulbau vom „Typ Erfurt“. Nach der Wiedervereinigung wurde die Schule zunächst zur Erich-Weinert-Gesamtschule umkonzipiert und 2005, wie alle Gesamtschulen in Brandenburg, in eine Oberschule umgewandelt. Im Jahr 2009 wurde das stark sanierungsbedürftige Schulgebäude saniert. Zum Beginn des Schuljahres 2009/10 fusionierte die Erich-Weinert-Oberschule mit der Friedrich-Engels-Oberschule zur Oberschule Falkensee.

## Lehrangebot
An der Schule werden die üblichen Fächer der Sekundarstufe I unterrichtet. Daneben werden Arbeitsgemeinschaften angeboten, zu denen neben Schach, Kunst und dem Schulfunk auch sportliche Aktivitäten wie Fußball, Judo, Tischtennis oder Hockey gehören. Auch Floristik und Kochen werden in diesem Bereich angeboten. Seit 2014 finden regelmäßig auch Projekte zum Energiesparen statt. Die Schule ist Austragungsort eines regionalen Athletik-Wettbewerbs. In den Schuljahren 9 und 10 müssen die Schüler jeweils ein zweiwöchiges Praktikum absolvieren, das von der Berufsberatung unterstützt wird.